# Фернандо Пикун
Фернандо Пикун (14. фебруар 1972) бивши је уругвајски фудбалер.

## Репрезентација
За репрезентацију Уругваја дебитовао је 1996. године. За национални тим одиграо је 9 утакмица.

## Статистика
| Уругвај | Уругвај | Уругвај |
| Год.    | Ута.    | Гол.    |
| ------- | ------- | ------- |
| 1996    | 2       | 0       |
| 1997    | 0       | 0       |
| 1998    | 0       | 0       |
| 1999    | 7       | 0       |
| Укупно  | 9       | 0       |